# Yuanlin
Yuanlin (en mandarí: 員林市, Yuánlín Shì; en japonès: 員林市, Inrin-shi), és una ciutat comarca i municipi de la comarca de Txanghua, a la província de Taiwan, república de la Xina. Després de la capital comarcal, Txanghua, Yuanlin és el segon municipi més populós de la comarca.

## Geografia

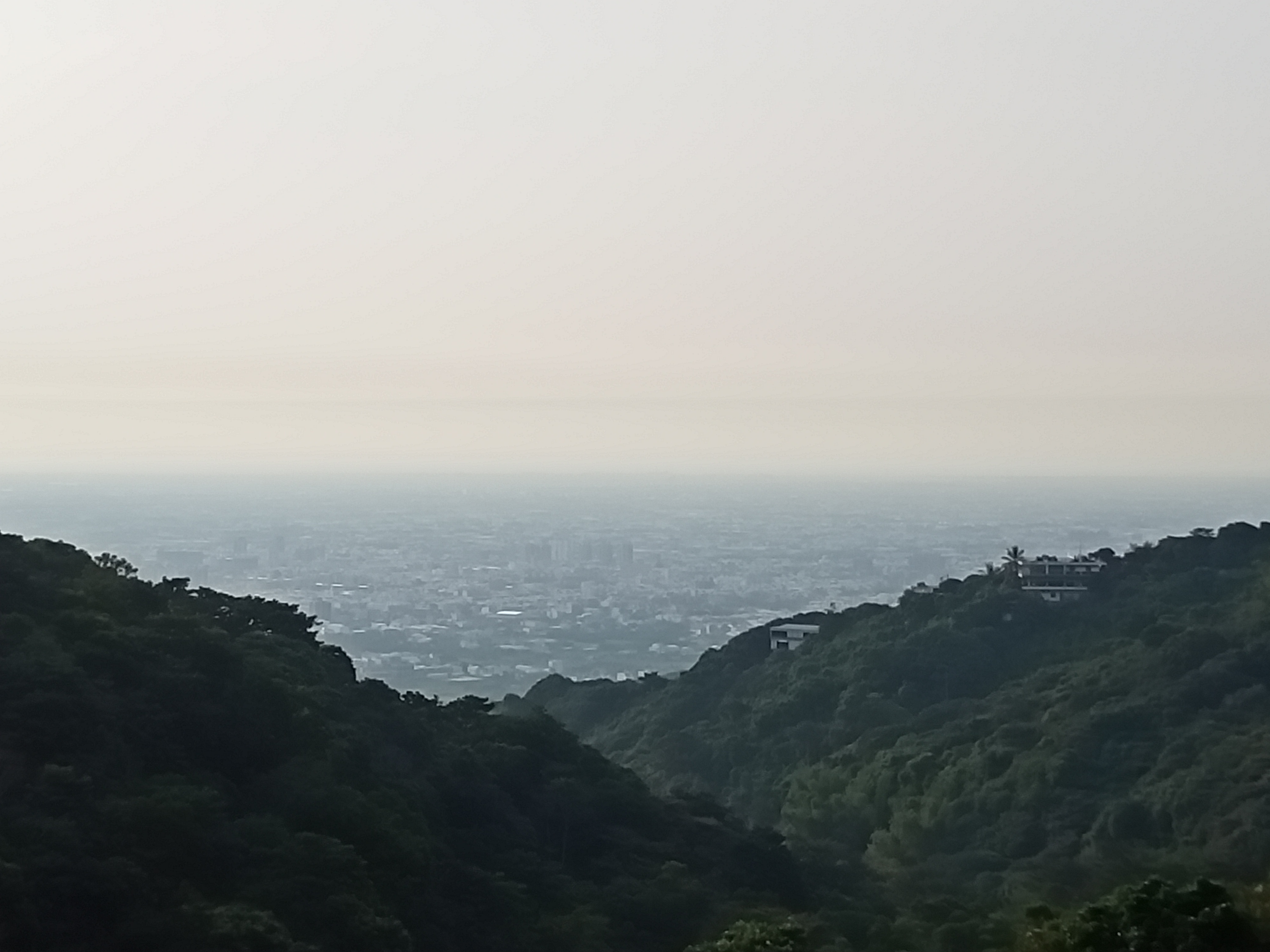
Yuanlin, a la plana de Txanghua

El terme municipal de Yuanlin es troba localitzat a la part centre-est de la comarca de Txanghua i limita amb els municipis de Dacun al nord i Fenyuan a l'est, ambdós a la mateixa comarca. Cap a l'est Yuanlin també limita amb la ciutat de Nantou, capital de la comarca homònima. Limita al sud amb Xetou i a l'oest amb Yongjing i Puxin.

## Història

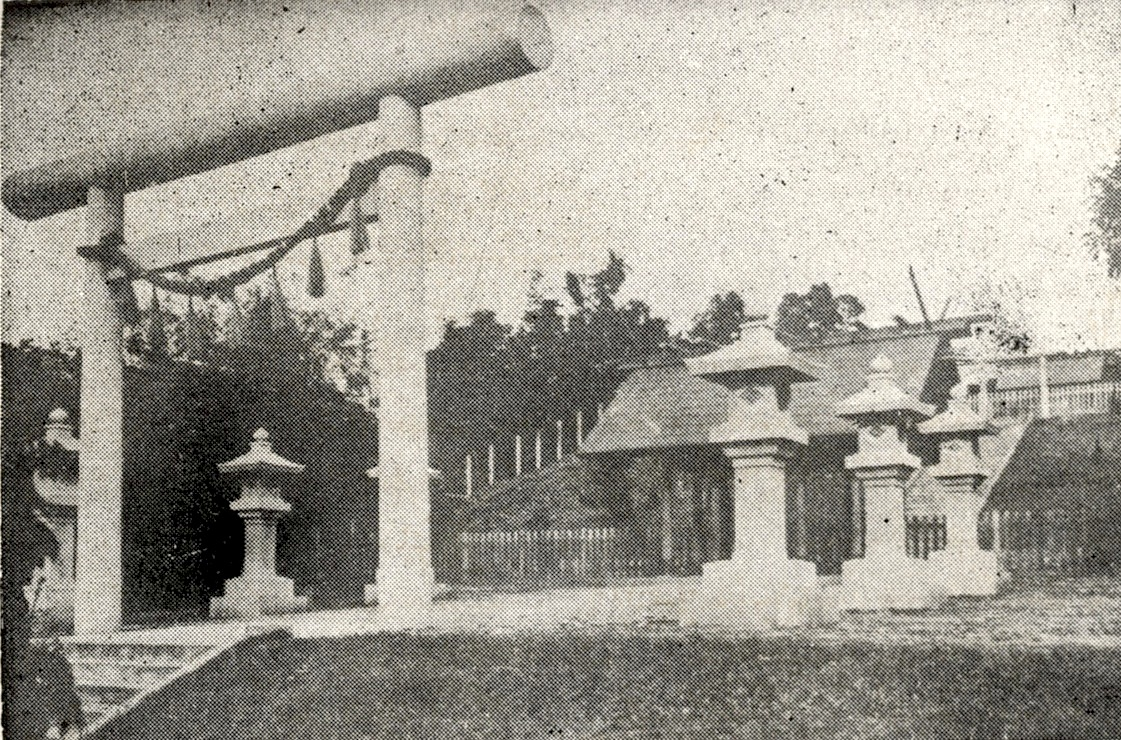
Santuari xintoista d'Inrin (1937)

El territori de Yuanlin fou deforestat i adaptat per al conreu des de l'era Yongzheng de la dinastia Qing (1723-1735). Inicialment, els pobladors tallaven la fusta dels boscs propers per construir els habitatges. La zona ja es trobava ben desenvolupada vora el 16é any de l'era Qianlong. Gradualment, el bosc que envoltava l'assentament anà prenent forma circular i el poble fou anomenat (圓林仔, Oân-nâ-á), que significa "el bosc rodó". Temps després, els hanzi o caràcters d'escriptura del nom canviaren per 員林 o Yuánlín.
Després de la rendició del Taiwan japonés a la república de la Xina l'any 1945, Yuanlin esdevingué la capital de la recentment creada comarca de Taitxung, actualment desapareguda. L'any 1950, Txanghua i Nantou foren separats de Taitxung per tal de crear dues noves comarques. En esdevindre part de la nova comarca de Txanghua, Yuanlin perdé automàticament la capitalitat de la comarca de Taitxung, que va obtindre el municipi de Fengyuan. El 8 d'agost de 2015, Yuanlin fou elevada de vila urbana a ciutat comarcal després que el requisit de població per a esdevindre ciutat comarcal baixara de 125.000 a 100.000 habitants.

## Demografia
| Gràfica d'evolució de Yuanlin entre 1951 i 2021 |
|                                                 |

## Transport

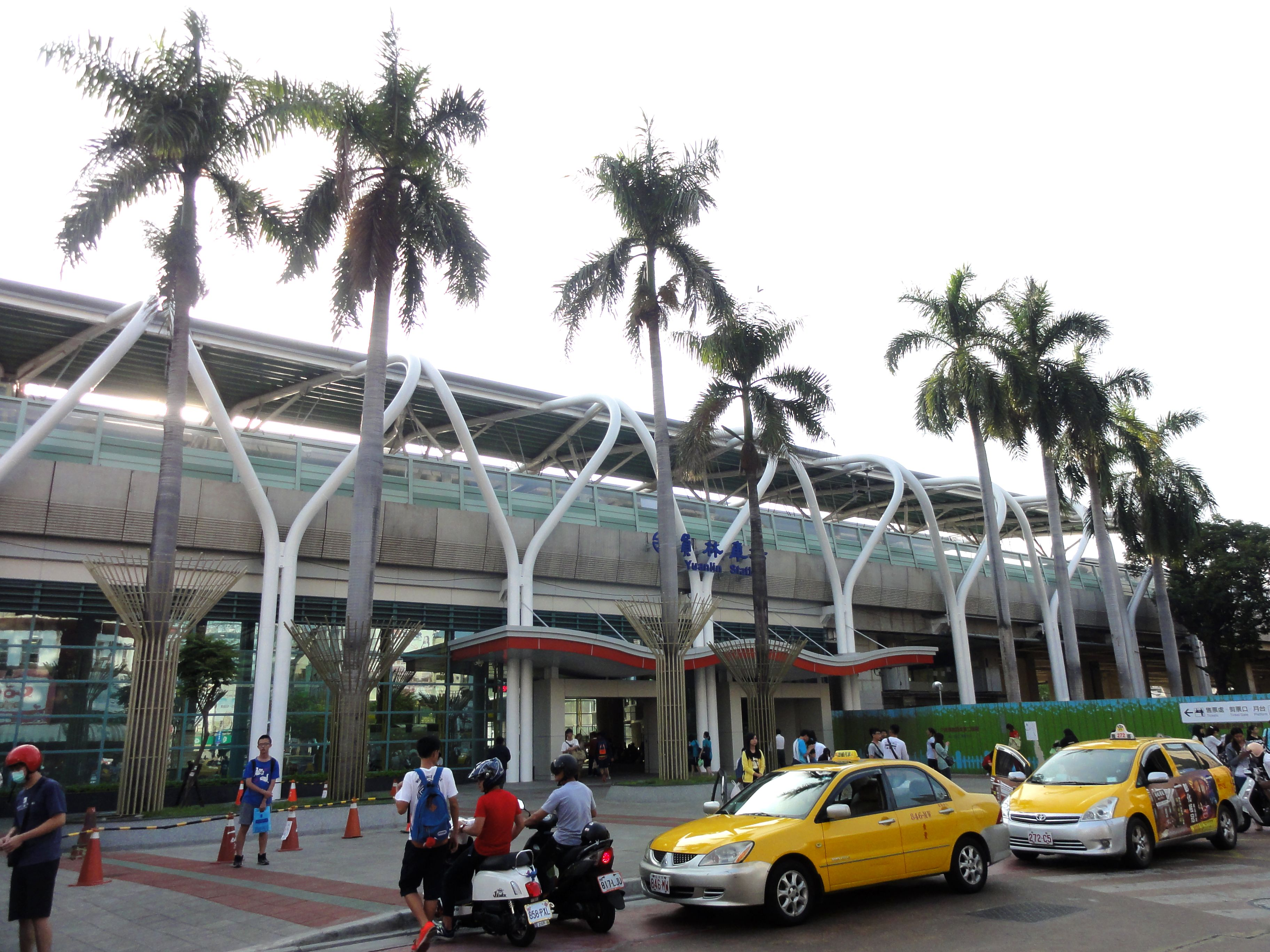
Estació de Yuanlin (2015)

### Ferrocarril
- Administració dels Ferrocarrils de Taiwan (TRA)